# Johanna Bennett
Johanna Bennett (Peterborough, 30 de setembro de 1984) é conhecida por co-escrever o single Fluorescent Adolescent, do Arctic Monkeys, com seu então namorado Alex Turner, vocalista da banda. A letra da canção foi escrita durante um jogo de palavras entre o casal, quando estavam de férias.
Bennett foi líder da banda Totalizer, cujos demos foram produzidos por Anthony Rossomando, guitarrista do Dirty Pretty Things. A banda tocou alguns shows e terminou em novembro de 2007.

## Vida Pessoal
Bennett se formou em psicologia na Faculdade de Goldsmiths College da Universidade de Londres.
Namorou Alex Turner por dois anos, de 2005 a janeiro de 2007. Atualmente, é casada com Matthew Followill, guitarrista do Kings of Leon. Os dois começaram a sair em julho de 2007. O casal tem dois filhos, Knox Cameron Patrick Followill, nascido em 22 de abril de 2011 e Adrian Ellory Followill, nascido a 16 Março de 2013. A família mora em Nashville, Tennessee.